# Owstonpalmroller
De owstonpalmroller (Chrotogale owstoni)  is een zoogdier uit de familie van de civetkatachtigen (Viverridae). De wetenschappelijke naam van de soort werd voor het eerst geldig gepubliceerd door Thomas in 1912 en als eerbetoon vernoemd naar de verzamelaar van zeldzame dieren Alan Owston. Het is een soort civetkat die alleen voorkomt in Vietnam, Laos en het zuiden van China. De soort is kwetsbaar voor uitsterven.

## Uiterlijke kenmerken
De owstonpalmroller is 55 tot 70 cm lang (kop tot romp) en een staart van 35 tot 50 cm lengte. De kop is spits toelopend, het lichaam is grijsbruin met zwarte vlekken op de rug en in de staart. Meestal heeft het dier vier donkere banden over de rug. Het achterste deel (ongeveer twee derde van de lengte) van de staart is geheel zwart. Deze soort lijkt sterk op gewone bandcivetkat (Hemigalus derbyanus) maar de owstonpalmroller heeft vlekken op de poten.

## Status als bedreigde diersoort
Deze soort is kwetsbaar omdat het leefgebied wordt versnipperd door de aanleg van wegen. Op het dier wordt jacht gemaakt omdat het wordt gebruikt voor de aanmaak van traditionele medicijnen. Omdat door wegen het leefgebied gemakkelijker toegankelijk wordt, is de jachtdruk hoger.
Over deze soort is ecologisch weinig bekend; hij is niet zo algemeen als witsnorpalmroller (Paguma larvata), loewak (Paradoxurus hermaphroditus), rassé (Viverricula indica) en Indische civetkat (V. zibetha). Volgens onderzoek uit 2000 is de soort plaatselijk in Noord-Vietnam niet zeldzaam. In het nationale park Cuc Phuong loopt een project waarbij kleine roofdieren, waaronder deze soort, worden gefokt en opnieuw in het wild geïntroduceerd.